# Neobisium rajkodimitrijevici
Espèce
Neobisium rajkodimitrijevici est une espèce de pseudoscorpions de la famille des Neobisiidae.

## Distribution
Cette espèce est endémique de Serbie. Elle se rencontre à Majdanpek dans la grotte Rajkova Pećina.

## Description
Le mâle holotype mesure 2,90 mm

## Étymologie
Cette espèce est nommée en l'honneur de Rajko N. Dimitrijević.

## Publication originale
- Ćurčić & Tomić, 2006 : Neobisium rajkodimitrijevici n. sp. (Neobisiidae, Pseudoscorpiones), a new false scorpion from a cave in eastern Serbia. Archives of Biological Sciences, vol. 58, no 2, p. 121-124.